# Komedia familijna
Komedia familijna – gatunek filmowy, obejmujący obrazy skierowane do wszystkich grup wiekowych oraz całych rodzin. W celu zainteresowania tak zróżnicowanych odbiorców, twórcy często kreują filmy operujące jednocześnie na kilku aspektach. Dlatego dzieła zaliczane do familijnych zawierają jednocześnie np. śmieszne piosenki, bawiące dzieci oraz dowcipy i odniesienia do popkultury, trafiające do starszych widzów.
W grudniu 2005 roku film Stevena Spielberga E.T. z 1982 roku uplasował się na szczycie listy 100 najlepszych obrazów familijnych.
Komedie familijne zazwyczaj nie zawierają treści uznawanych za nieodpowiednie dla dzieci. W Stanach Zjednoczonych zyskują one zazwyczaj kategorię G lub PG, czyli dostępne niemal bez ograniczeń. Zdarzają się jednak wyjątki, w tym np. Dr Dolittle, który został zakwalifikowany do PG-13, czyli grupy filmów, mogących zawierać treści nieodpowiednie dla dzieci poniżej 13 roku życia.
Przykłady znanych filmów familijnych stanowią m.in.:
- seria Kevin sam w domu
- seria Beethoven
- filmy o Muppetach